# Acceptant
Een acceptant is werkzaam bij een verzekeringsmaatschappij. De acceptant beoordeelt aangevraagde verzekeringen en brengt offertes uit. In sommige gevallen verzorgt de acceptant ook de afgifte van de verzekeringspolis.
De acceptant maakt deel uit van de acceptatieafdeling. Afhankelijk van de ervaring en opleiding van de acceptant zal deze zich voornamelijk bezighouden met de administratieve taken of juist met het vaststellen van de omvang van het te verzekeren risico, het vaststellen van de premies en het opstellen van de acceptatievoorwaarden.
De acceptant zal doorgaans gespecialiseerd zijn in één aandachtsgebied, zoals brandverzekering, aansprakelijkheidsverzekering, autoverzekering of zorgverzekering. Bij de wat grotere verzekeraars wordt er binnen deze aandachtsgebieden onderscheid gemaakt tussen bedrijfsmatige- en particuliere verzekerden.